# DIFFERENT SENSE
「DIFFERENT SENSE」（ディファレント・センス）は日本のバンドDIR EN GREYのメジャー25枚目のシングル。2011年6月22日にリリースされた。

## 概要
- DVD付属の初回限定盤とCDのみの通常盤の2仕様で発売された。
- ミキシングをシングル「LOTUS」に収録されている「冷血なりせば」のミックスを手がけたチュー・マッドセン、マスタリングをシングル「LOTUS」のマスタリングを務めたアラン・ドーチェスが担当している。
- ジャケットには、筆で歌詞が書かれているが、これは森大衛が担当している。
- 2011年9月13日にCLUB CITTA'にて行われた、アルバム『DUM SPIRO SPERO』購入者限定ライブ「TOUR2011 AGE QUOD AGIS Ratio ducat,non fortuna -Zombie-」では、京を除くメンバー全員がPV同様のゾンビメイクにて登壇している。（京はこの日限りの独自のメイクを自身で施した。）

## 収録曲
1. DIFFERENT SENSE
(作詞:京　作曲・編曲:DIR EN GREY)
原曲は薫。PVにはアニメ版「魔法少女アイ参」の映像が所々使用されている。ライブで演奏される際はアルバム『DUM SPIRO SPERO』の「THE BLOSSOMING BEELZEBUB」のアウトロ部分をイントロに含めて演奏される場合もある。
2. 罪と規制
(作詞:京　作曲:薫　編曲:DIR EN GREY)
1枚目のアルバム『GAUZE』に収録されている「蜜と唾」を再構築したもの。
元々スラッシーナンバーだった原曲のテンポを大幅に下げ、ほぼ別曲とも言えるドゥームナンバーに変貌させている。レコーディングの際には8弦ギターが導入されている。
歌詞の内容は実際に起きた性暴力事件が基になっており、単語の羅列でほぼグロウルのみだが、サビに原曲のあるフレーズが用いられている。その単語から想像される過激な描写からレコード会社から規制され、本シングルではその問題の部分だけ削除されて収録されたためこのようなタイトルになっている。歌詞カードではその削除された部分は髑髏マークで置き換えられている。無規制の音源は本シングルリリースから2ヶ月後にiTunes Storeにて配信され、その後のライブ会場でも限定販売された。しかしサブスクリプション解禁後はこちらの規制された音源のみしか配信されていない。
ライブでは歌詞の規制は無いため、「罪と規制」として披露されることもない。
3. RED SOIL [LIVE]
(作詞:京　作曲・編曲:DIR EN GREY)
2010年11月9日になんばHatchで演奏されたもの。

【DVD】（初回生産限定盤のみ）

1. DIFFERENT SENSE (Scenes From Recording)